# Lill-Pelloträsket
Lill-Pelloträsket är en sjö i Piteå kommun i Norrbotten och ingår i Lillpiteälvens huvudavrinningsområde. Sjön har en area på 0,145 kvadratkilometer och ligger 154,9 meter över havet. Sjön avvattnas av vattendraget Kvarnbäcken.

## Delavrinningsområde
Lill-Pelloträsket ingår i det delavrinningsområde (727755-172910) som SMHI kallar för Ovan VDRID = Ämån i Kvarnbäckens vattendragsyta. Medelhöjden är 175 meter över havet och ytan är 1,89 kvadratkilometer. Räknas de 8 avrinningsområdena uppströms in blir den ackumulerade arean 27,18 kvadratkilometer. Kvarnbäcken som avvattnar avrinningsområdet har biflödesordning 2, vilket innebär att vattnet flödar genom totalt 2 vattendrag innan det når havet efter 37 kilometer. Avrinningsområdet består mestadels av skog (71 procent). Avrinningsområdet har 0,15 kvadratkilometer vattenytor vilket ger det en sjöprocent på 7,7 procent.